# Tîmoșivka, Orihiv
Tîmoșivka (în ucraineană Тимошівка) este un sat în comuna Mîkilske din raionul Orihiv, regiunea Zaporijjea, Ucraina.

## Demografie
Componența lingvistică a localității Tîmoșivka
     Ucraineană (94,81%)
     Rusă (2,6%)
     Belarusă (2,6%)
Conform recensământului din 2001, majoritatea populației localității Tîmoșivka era vorbitoare de ucraineană (94,81%), existând în minoritate și vorbitori de rusă (2,6%) și belarusă (2,6%).